# Copa d'Europa de futbol 1970-71
La Copa d'Europa de futbol 1970-71 fou l'edició número 16 en la història de la competició. Es disputà entre l'octubre de 1970 i el maig de 1971, amb la participació inicial de 33 equips de 32 federacions diferents.
La competició fou guanyada per l'AFC Ajax a la final davant del Panathinaikos FC. Fou la primera de les tres edicions consecutives que guanyà l'equip d'Amsterdam. Per primer cop es va introduir el llançament de penals per decidir els empats, en substitució del llançament de moneda a l'aire. També es decidí aplicar la regla del valor doble dels gols en camp contrari en totes les rondes i no només en les dues primeres, com havia succeït fins aleshores.

## Ronda preliminar
| Equip 1        | Global | Equip 2       | Anada | Tornada |
| -------------- | ------ | ------------- | ----- | ------- |
| Levski-Spartak | 3-4    | Austria Viena | 3-1   | 0-3     |

## Primera ronda
| Equip 1           | Global | Equip 2                  | Anada | Tornada |
| ----------------- | ------ | ------------------------ | ----- | ------- |
| Cagliari Calcio   | 3-1    | AS Saint-Étienne         | 3-0   | 0-1     |
| Atlètic de Madrid | 4-1    | Austria Viena            | 2-0   | 2-1     |
| Rosenborg BK      | 0-7    | Standard Liège           | 0-2   | 0-5     |
| IFK Göteborg      | 1-6    | Legia Varsòvia           | 0-4   | 1-2     |
| 17 Nëntori Tirana | 2-4    | AFC Ajax                 | 2-2   | 0-2     |
| Spartak Moscou    | 4-4¹   | FC Basel                 | 3-2   | 1-2     |
| Glentoran         | 1-4    | Waterford United         | 1-3   | 0-1     |
| Celtic FC         | 14-0   | KPV                      | 9-0   | 5-0     |
| Fenerbahçe SK     | 0-5    | Carl Zeiss Jena          | 0-4   | 0-1     |
| Sporting          | 9-0    | Floriana                 | 5-0   | 4-0     |
| Újpesti Dózsa     | 2-4    | Estrella Roja de Belgrad | 2-0   | 0-4     |
| Feyenoord         | 1-1²   | Arad                     | 1-1   | 0-0     |
| EPA Larnaca       | 0-16   | Borussia Mönchengladbach | 0-6   | 0-10    |
| Everton FC        | 9-2    | Keflavík                 | 6-2   | 3-0     |
| Jeunesse Esch     | 1-7    | Panathinaikos FC         | 1-2   | 0-5     |
| Slovan Bratislava | 4-3    | Boldklubben 1903         | 2-1   | 2-2     |

¹ Basel passà a la segona ronda per la regla del valor doble dels gols en camp contrari.
² Arad passà a la segona ronda per la regla del valor doble dels gols en camp contrari.

## Segona ronda
| Equip 1                  | Global | Equip 2           | Anada | Tornada |
| ------------------------ | ------ | ----------------- | ----- | ------- |
| Cagliari Calcio          | 2-4    | Atlètic de Madrid | 2-1   | 0-3     |
| Standard Liège           | 1-2    | Legia Varsòvia    | 1-0   | 0-2     |
| AFC Ajax                 | 5-1    | FC Basel          | 3-0   | 2-1     |
| Waterford United         | 2-10   | Celtic FC         | 0-7   | 2-3     |
| Carl Zeiss Jena          | 4-2    | Sporting          | 2-1   | 2-1     |
| Estrella Roja de Belgrad | 6-1    | Arad              | 3-0   | 3-1     |
| Borussia Mönchengladbach | 2-2¹   | Everton FC        | 1-1   | 1-1     |
| Panathinaikos FC         | 4-2    | Slovan Bratislava | 3-0   | 1-2     |

¹ Everton passà a quarts de final pels llançaments des del punt de penal.

## Quarts de final
| Equip 1           | Global | Equip 2                  | Anada | Tornada |
| ----------------- | ------ | ------------------------ | ----- | ------- |
| Atlètic de Madrid | 2-2¹   | Legia Varsòvia           | 1-0   | 1-2     |
| AFC Ajax          | 3-1    | Celtic FC                | 3-0   | 0-1     |
| Carl Zeiss Jena   | 3-6    | Estrella Roja de Belgrad | 3-2   | 0-4     |
| Everton FC        | 1-1²   | Panathinaikos FC         | 1-1   | 0-0     |

¹ Atlètic de Madrid passà a semifinals per la regla del valor doble dels gols en camp contrari.
² Panathinaikos passà a semifinals per la regla del valor doble dels gols en camp contrari.

## Semifinals
| Equip 1                  | Global | Equip 2          | Anada | Tornada |
| ------------------------ | ------ | ---------------- | ----- | ------- |
| Atlètic de Madrid        | 1-3    | AFC Ajax         | 1-0   | 0-3     |
| Estrella Roja de Belgrad | 4-4¹   | Panathinaikos FC | 4-1   | 0-3     |

¹ Panathinaikos passà a la final per la regla del valor doble dels gols en camp contrari.

## Final
| AFC Ajax               | 2-0 | Panathinaikos FC |
| ---------------------- | --- | ---------------- |
| van Dijk 5' · Haan 87' |     |                  |

| Guanyador de la Copa d'Europa 1970-71 |
| ------------------------------------- |
| AFC Ajax Primer títol                 |